# سیبل نوحوت
سیبل نوحوت (انگلیسی: Sibel Nohut؛ زادهٔ ۷ ژانویهٔ ۱۹۸۴) بازیکن فوتبال اهل ترکیه است.
وی همچنین در تیم ملی فوتبال Turkey U-19 بازی کرده‌است.